# L'Heure suprême (film, 1937)
Pour les articles homonymes, voir L'Heure suprême et Seventh Heaven.
Pour plus de détails, voir Fiche technique et Distribution.
L'Heure suprême (Seventh Heaven) est un film américain réalisé par Henry King, sorti en 1937.

## Synopsis
Dans un quartier difficile de Paris en 1914, un égoutier athée Chico (James Stewart) sauve une jeune femme nommée Diane (Simone Simon) battue par sa sœur Nana (Gale Sondergaard ) pour ne pas avoir été gentille avec un homme plus âgé, un patron de la salle de danse peu recommandable de sa sœur. Le Père Chevillon (Jean Hersholt) est déterminé à convertir Chico. Chevillon apprend de Boul, l'ami chauffeur de taxi de Chico, que Chico a donné une chance à Dieu, mais rien n'en est sorti. Le prêtre exauce la première prière de Chico, lui obtenant une promotion au poste de laveur de rue. Il donne ensuite à Chico deux médailles religieuses pour sa protection. Chico est étonné de découvrir qu'ils sont en argent véritable ; une étiquette de prix révèle qu'elles valent douze francs — exactement le prix de deux bougies qu'il a achetées à l'église pour ses prières. Chevillon lui confie également la responsabilité de Diane. Chico se moque et part avec ses amis pour fêter sa promotion, mais revient juste à temps pour empêcher Diane de se suicider. Lorsqu'un policier tente d'arrêter Diane, Chico prétend qu'elle est sa femme. Peu convaincu, le policier dit qu'il va les vérifier, alors Chico ramène Diane chez elle dans son grenier, en haut de sept étages. La première fois qu'elle voit l'endroit, elle dit : « c'est le paradis ». Chico lui donne son lit et va dormir chez son voisin Aristide (J. Edward Bromberg), un astrologue.
Le lendemain matin, Chico trouve sa maison rangée et Diane lui a préparé un bon petit-déjeuner. Après le départ de Chico, le policier vérifie Diane; convaincu qu'elle est bien la femme de Chico, il déclare qu'il ne la dérangera plus. Diane commence à partir, mais juste à ce moment Chico et son voisin et collègue Gobin (Victor Kilian) arrivent; Chico a réussi son test probatoire avec brio, alors Chico invite Gobin et sa femme à dîner. Quand Chico demande à Diane si quelqu'un est passé, elle lui dit non. Après que Chico soit parti chercher plus de nourriture et de boisson, Aristide réprimande Diane pour avoir menti à Chico et dit qu'elle pourrait "l'entraîner vers le bas, le priver à jamais de la grandeur qu'il aurait pu connaître". Bouleversée, Diane se rend dans un bar, où elle laisse un homme lui offrir un verre. Chico découvre tout sur la confrontation d'Aristide. Il la trouve et la sort du bar, repoussant l'autre homme sur une table quand il s'y oppose. Quand elle le supplie de la laisser partir, qu'elle est aussi méchante qu'Aristide l'a dit, il lui dit: "Chico a dit que tu étais une belle et bonne fille, et donc tu dois en être une." Lorsque la guerre éclate, de nombreux amis et voisins de Chico sont enrôlés, y compris l'ami "Sewer Rat" de Gobin et Chico, mais pas lui. Chico offre un cadeau à Diane : une robe de mariée. Elle lui demande s'il veut l'épouser par amour ou par pitié. Après un ou deux essais infructueux, il dit finalement "Chico ... Diane ... Heaven", la rendant très heureuse. Avant qu'ils ne puissent se marier, cependant, Chico reçoit son projet d'avis. Sans le temps, ils se marient avant le départ de Chico. La sœur de Diane vient reprendre Diane de force, mais Diane la chasse.
Pendant quatre ans, Chico combat au front, et Diane travaille comme infirmière. Tous les matins à onze heures, ils récitent chacun "Chico... Diane... Heaven". Diane sent alors la présence de son mari ; il avait promis d'être avec elle d'une manière ou d'une autre. Cependant, un jour, brusquement, elle ne peut plus le sentir. Il est victime d'une attaque au gaz toxique. Juste avant son évacuation, Chico rencontre le Père Chevillon. Il donne au curé sa médaille religieuse (Diane a l'autre) pour la remettre à Diane. La guerre étant presque terminée, un jeune officier que Diane avait tendance lui dit que Chico a été tué au combat, mais elle refuse de le croire, sentant sa présence tous les jours à 11h. Elle se rend chez le Père Chevillon, qui lui remet la médaille que Chico lui a donnée. lui. Le cœur brisé, elle renonce à sa croyance en Dieu, mais alors elle sent la présence de son amant, à la 11e heure du 11e jour du 11e mois : la fin de la Première Guerre mondiale. Elle se précipite chez elle, à travers les célébrations sauvages, et trouve un aveugle mais vivant Chico. Le couple s'embrasse et Chico affirme sa foi en Dieu.

## Fiche technique
- Titre original : Seventh Heaven
- Titre français : L'Heure suprême
- Réalisation : Henry King, assisté de Robert D. Webb
- Scénario : Melville Baker (en) d'après la pièce Seventh Heaven (en) de Austin Strong
- Direction artistique : William S. Darling
- Décors : Thomas Little
- Costumes : Gwen Wakeling
- Photographie : Merritt B. Gerstad
- Son : Arthur von Kirbach, Roger Heman
- Musique : David Buttolph et Cyril J. Mockridge
- Montage : Barbara McLean
- Production : Darryl F. Zanuck
- Production associée : Raymond Griffith
- Société de production : 20th Century Fox
- Société de distribution : 20th Century Fox
- Pays d'origine =  États-Unis
- Langue originale : anglais
- Format : noir et blanc — 35 mm — 1,37:1 — son Mono
- Genre : drame
- Durée : 102 minutes
- Dates de sortie : 
  - États-Unis : 25 mars 1937
  - France : 3 septembre 1937

## Distribution
- Simone Simon : Diane
- James Stewart : Chico
- Jean Hersholt : Père Chevillon
- Gregory Ratoff : Boul, le taxi
- Gale Sondergaard : Nana, la sœur de Diane
- J. Edward Bromberg : Aristide l'astrologue
- John Qualen : l'égoutier
- Victor Kilian : Gobin
- Thomas Beck : Brissac
- Sig Ruman : Durand
- Mady Christians : Marie
- Rollo Lloyd : Mateot (crédité Matoot)
- Rafaela Ottiano : Madame Frisson
- Georges Renavent : Sergent de gendarmerie
- Edward Keane (en), John Hamilton , Paul Porcasi : Gendarmes

Acteurs non crédités
- Henry Armetta : rôle indéterminé
- Marcelle Corday : Une française
- Frank Puglia : Un postier

## Chanson du film
- "Seventh Heaven", musique de Lew Pollack, lyrics de Sidney D. Mitchell

## Autour du film
- Il s'agit du remake parlant du classique de Frank Borzage. Dans cette version relativement oubliée, Simone Simon et James Stewart reprennent les rôles de Janet Gaynor et Charles Farrell. Les deux versions sont tirées de la pièce Seventh Heaven (en) de Austin Strong.